# Ваза Аалто
Ваза Аалто (фін. Aalto-maljakko, відома також за назвою «Савой») — скляна ваза, оригінальний дизайн якої розробив Алвар Аалто та його дружина Айно в 1936 році для конкурсу дизайнерів скла. Організаторами конкурсу виступили фабрики Karhula та Iittala. Ваза використовувалась для оформлення ресторану «Савой» (Гельсінкі). Ваза Аалто — один з найбільш впізнаваних предметів фінського та скандинавського дизайну.

## Опис та використання
Ваза має асиметричну хвилеподібну форму та виготовляється з прозого чи кольорового скла. Обриси вази асоціюються з вигинами берегової лінії, хвилею (фін. aalto — хвиля), хмарою, складками одягу. Висота оригінальної вази складає 14 см, але сьогодні її розміри бувають різні. Різноманіття форм та розмірів дозволяє використовувати вазу як піднос, ємність для горіхів або як самостійний арт-об'єкт.

## Історія
Для конкурсу скляного дизайну Аалто зробив серію начерків у сміливій, що нагадує кубістичні натюрморти, манері. Серед цих начерків був і ескіз вази під умовною назвою «шкіряні штани ескімоські» (швед. Eskimåkvinnans skinnbyxa). Десять скетчів були втілені в серію інтер'єрних об'єктів — від невеликого блюда до метрової вази.
Ваза експонувалась в 1937 році в павільйоні Фінляндії на Всесвітній виставці в Парижі.

## Виробництво
Виготовлялась з 1937 року на склодувній фабриці Karhula.
Сьогодні виготовляється різних розмірів та кольорів компанією Iittala.

## Інтернет-ресурси
- How the Aalto Vase is Made [Архівовано 29 січня 2020 у Wayback Machine.]
- Alvar Aalto's Savoy Vase (1936) [Архівовано 8 грудня 2015 у Wayback Machine.]
- Aalto vases produced by Iittala, Finland [Архівовано 29 січня 2020 у Wayback Machine.]
- Alvar Aalto designs to buy [Архівовано 17 жовтня 2013 у Wayback Machine.]